# Rumst
Rumst es una localidad y municipio de la provincia de Amberes en Bélgica. Sus municipios vecinos son Aartselaar, Boom, Duffel, Kontich, Malinas y Niel. Tiene una superficie de 19,9 km² y una población en 2018 de 15.114 habitantes, siendo los habitantes en edad laboral el 62% de la población.
En Rumst, el río Rupel comienza al confluir los ríos Dyle y Nete.

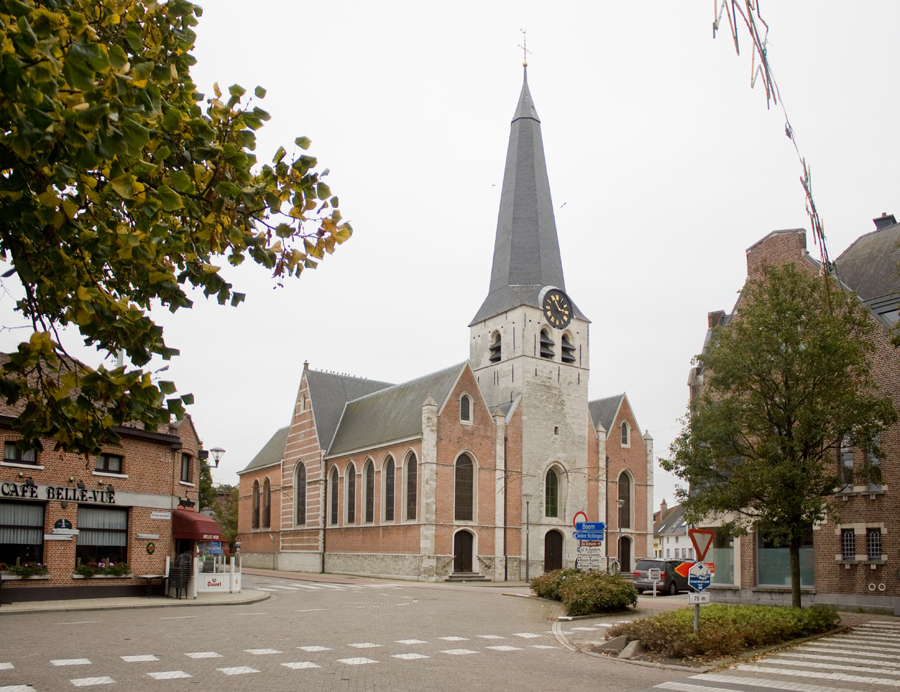
Iglesia en Reet.

## Localidades
- Rumst.
- Reet, localidad antes independiente y desde 1976 unida a este municipio.
- Terhagen, localidad antes independiente y desde 1976 unida a este municipio.

## Demografía

### Evolución
Todos los datos históricos relativos al actual municipio, el siguiente gráfico refleja su evolución demográfica, incluyendo municipios después de efectuada la fusión el 1 de enero de 1977.
| Gráfica de evolución demográfica de Rumst entre 1846 y 2020 |
|                                                             |

## Economía
La industria en Rumst se centró en gran medida en la producción de productos de arcilla como los ladrillos, aunque en la actualidad esta industria prácticamente ha desaparecido.

## Personas notables de Rumst
- Jan Hadermann, músico.
- Lotte Kopecky, ciclista.
- Eddy Huyghe, ( 1951 ) mayor de Rumst